# Måns Mårlind
Måns Magnus Mårlind, född  29 juli 1969 i Vallentuna, är en svensk regissör och manusförfattare.
Mårlind har bedrivit filmregistudier och praktik i Sverige och USA. Han arbetar ofta tillsammans med regissören Björn Stein.

## Regi i urval
- 1999 – Sjätte dagen (TV-serie)
- 2002 – Spung (TV-serie)
- 2002 – Disco kung-fu
- 2004 – De drabbade (TV-serie)
- 2005 – Storm
- 2010 – Shelter
- 2012 – Underworld: Awakening
- 2013 – Känn ingen sorg
- 2020 – The Defeated (TV-serie) (TV-serie)

## Filmmanus
- 2005 – Storm